# Economia Republicii Moldova
Republica Moldova se bucură de o economie de piață emergentă, fiind clasificată drept o țară cu venituri medii-superioare și având un indice de dezvoltare umană ridicat. Datorită climei favorabile și a pământului fertil, ponderea maximă în economie a reprezentat-o mult timp sectorul agricol, în prezent fiind înlocuit de cel al serviciilor. Principalele produse moldovenești sunt fructele, legumele, vinul și tutunul, cu toate acestea, în ultima perioadă, țara exportă și cablaje, echipament și unelte electronice pentru automobile. După 1990, Moldova a intrat într-un puternic declin economic, din care nu și-a revenit decât în anii 2000. Cu un PIB pe cap de locuitor de 3.500 dolari pe an (2017), Moldova importă petrol, cărbune și gaze naturale, în principal din Rusia.
Construcția Portului de la Giurgiulești, a mărit accesul Moldovei la piața internațională de petrol și a micșorat dependența sa energetică față de Rusia. Portul a fost finalizat la sfârșitul anului 2006.
Ca parte a liberalizării ambițioase a economiei de la începutul anilor '90, Moldova a introdus o monedă de schimb convertibilă, a liberalizat prețurile, a încetat acordarea de credite preferențiale pentru firmele și companiiile de stat, a început procesul de privatizare, a eliminat controalele pentru exporturi și a înghețat dobânzile. Economia a revenit la o creștere pozitivă de 2,1% în 2000 și, respectiv, 6,1% în 2001.
Din cauza economiei joase și nepromițătoare, o mare parte a populației a fost nevoită să plece peste hotare în căutarea a noi surse financiare. În prezent, mai mult de jumătate de milion din populația aptă de muncă lucrează în străinatate. Banii transferați în țară de această parte a populației constituie cea mai importantă sursă a PIB-ului (cca 1 miliard dolari legal). În anul 2009, datele Băncii Mondiale arătau că o treime din PIB-ul țării este furnizat de moldovenii care lucrează în străinătate.
După anul 2000, Republica Moldova a avut o creștere majoră în economie mai mare de 6%, exceptând anul 2006 (creșterea a fost doar de cca 4% din cauza crizei relațiilor cu Rusia ce a cauzat interzicerea exportului de vinuri pe piața rusească).
În aprilie 2007, în scopul eliminării activităților ilegale, s-a aprobat aministierea fiscală completă pentru activitățile economice efectuate înainte de 1 ianuarie 2007, legalizarea capitalului ilegal contra 5% din sumă și anularea impozitului pe venit.
Deși eforturile actuale de stimulare a investițiilor și dezvoltare economică sunt semnificative, un rol esențial în creșterea economică a țării noastre este jucat de diaspora. Aceasta reprezintă o sursă vitală de sprijin financiar, adesea subestimată, pentru economia națională.
Economia Republicii Moldova este dependentă direct de economiile țărilor vecine, România și Ucraina, dar (mai ales) și de economia Rusiei. În 2014, în contextul situației tensionate din Ucraina, și a sancțiunilor internaționale aplicate Rusiei și afectarea economiei ei, dolarul american s-a apreciat față de Leul moldovenesc cu 17 procente, iar moneda europeană cu 7 la sută, în decurs de un an.
În data de 23 iunie 2022, Republica Moldova a fost acceptată oficial ca stat candidat la Uniunea Europeană.

## Produsul Intern Brut

PIB pe sector

În anul 2008, Republica Moldova a avut un PIB de 6 miliarde de dolari, adică un PIB pe cap de locuitor de 2.111 USD. Prin comparație, România a avut în același an un PIB de 214 de miliarde de dolari, adică 10.435 USD pe cap de locuitor.
Economia Republicii Moldova a înregistrat în anul 2017 o creștere cu 4,5% comparativ cu anul 2016, valoarea produsului intern brut (PIB) depășind 150 miliarde de lei, potrivit datelor Biroului Național de Statistică.
| An                          | 2004 | 2005 | 2006 | 2007 | 2008 | 2009 | 2010 |
| --------------------------- | ---- | ---- | ---- | ---- | ---- | ---- | ---- |
| Variație în preț. comparate | ▲7,4 | ▲7,5 | ▲4,8 | ▲3,0 | ▲7,8 | ▼6,0 | ▲7,1 |

| An                          | 2011 | 2012 | 2013 | 2014 | 2015 | 2016 | 2017 |
| --------------------------- | ---- | ---- | ---- | ---- | ---- | ---- | ---- |
| Variație în preț. comparate | ▲6,8 | ▼0,7 | ▲9,4 | ▲4,6 | ▼0,5 | ▲2,0 | ▲4,5 |

- Referințe:[43][44][45]

## Sectoarele economiei

### Industrie
Republica Moldova a moștenit parțial parcul industrial al RSSM. Industria era dezvoltată în așa fel încât să fie strâns interconectată cu industriile altor republici sovietice. 
Principalele ramuri ale industriilor ce funcționau în Republica Moldova la momentul destrămării Uniunii Sovietice erau: construcția și asamblarea tehnicei agricole, construcția de mașini-unelte, materiale de construcție, microelectronică, tehnică de calcul, televizoare, frigidere și camere frigorifice, pompe hidraulice industriale, industrii agroalimentare.

### Agricultură
Agricultura joacă un rol important în economia Moldovei și contribuie cu peste 12 - 13% la PIB. Producerea și procesarea agricolă generează aproximativ 50% din veniturile parvenite din export. Peste 40,7% din suprafața totală de terenuri sunt în proprietatea a 390.380 de producători agricoli individuali.
Un studiu realizat de Banca Mondială, arată însă că agricultura din Republica Moldova este ineficientă, în anul 2011 sectorul a înregistrat o productivitate scăzută, investițiile în domeniu au fost mici, iar costurile exagerate. Productivitatea sectorului este de 2 ori mai mică decît în media europeană.

### Comerț exterior
În 2008 România a fost principala piață de desfacere pentru produsele moldovenești (17,56%), pentru prima dată depășind Rusia (17,34%) 
Pe parcursul perioadei ianuarie-octombrie 2008 importurile au totalizat 4100,6 mil. dolari SUA, volum superior celui înregistrat în aceeași perioadă din anul 2007 cu 41,4%. Primele țări-partenere în derularea importurilor au fost Ucraina, România și Rusia. 
În anul 2008, valoarea totală a importurilor Republicii Moldova din România a fost de 449 milioane dolari.
În anul 2010, valorile totale ale schimburilor comerciale au fost următoarele: Rusia - 980 milioane dolari, România - 644 milioane dolari, Ucraina - 620 milioane dolari, Italia - 418 milioane dolari, Germania - 370 milioane dolari,
Iran - 4,1 milioane dolari.
| An   | Export ($)     | UE     | CSI    | celelalte țări | Import ($)     | UE     | CSI    | celelalte țări |
| ---- | -------------- | ------ | ------ | -------------- | -------------- | ------ | ------ | -------------- |
| 2000 | ▲471.466.000   | 35,05% | 58,56% | 6,39%          | ▲776.416.000   | 53,22% | 33,46% | 13,32%         |
| 2001 | ▲565.495.000   | 32,26% | 60,90% | 6,84%          | ▲892.228.000   | 48,35% | 38,13% | 13,52%         |
| 2002 | ▲643.792.000   | 35,93% | 54,43% | 9,63%          | ▲1.038.000.000 | 45,07% | 39,39% | 15,54%         |
| 2003 | ▲789.934.000   | 38,92% | 53,62% | 7,46%          | ▲1.402.347.000 | 45,17% | 42,31% | 12,52%         |
| 2004 | ▲985.174.000   | 40,67% | 50,10% | 8,33%          | ▲1.768.534.000 | 43,81% | 43,24% | 12,95%         |
| 2005 | ▲1.090.918.000 | 40,62% | 50,53% | 8,85%          | ▲2.292.292.000 | 45,32% | 39,49% | 15,19%         |
| 2006 | ▼1.050.362.000 | 51,12% | 40,33% | 8,55%          | ▲2.693.184.000 | 45,24% | 37,90% | 16,86%         |
| 2007 | ▲1.340.050.000 | 50,66% | 40,96% | 8,38%          | ▲3.689.524.000 | 45,56% | 36,15% | 18,29%         |
| 2008 | ▲1.591.113.000 | 51,54% | 39,15% | 9,31%          | ▲4.898.762.000 | 42,97% | 35,46% | 21,57%         |
| 2009 | ▼1.282.981.000 | 52,01% | 38,22% | 9,77%          | ▼3.278.270.000 | 43,35% | 34,82% | 21,83%         |
| 2010 | ▲1.541.487.000 | 47,29% | 40,48% | 12,23%         | ▲3.855.289.000 | 44,20% | 32,60% | 23,20%         |
| 2011 | ▲2.216.815.000 | 48,85% | 41,47% | 9,68%          | ▲5.191.271.000 | 43,46% | 33,00% | 23,54%         |
| 2012 | ▼2.161.880.000 | 46,87% | 42,93% | 10,20%         | ▲5.212.928.000 | 44,48% | 31,15% | 24,37%         |
| 2013 | ▲2.428.303.000 | 46,83% | 38,02% | 15,15%         | ▲5.492.393.000 | 45,02% | 30,44% | 24,54%         |
| 2014 | ▼2.339.530.000 | 53,26% | 31,44% | 15,30%         | ▼5.316.959.000 | 48,29% | 27,26% | 24,45%         |
| 2015 | ▼1.966.837.000 | 61,90% | 25,03% | 13,07%         | ▼3.986.820.000 | 49,01% | 25,53% | 25,46%         |
| 2016 | ▲2.045.340.000 | 65,14% | 20,25% | 14,61%         | ▲4.020.356.000 | 49,09% | 25,55% | 25,36%         |
| 2017 | ▲2.425.118.000 | 65,85% | 19,09% | 15,06%         | ▲4.831.412.000 | 49,45% | 24,96% | 25,59%         |
| 2018 | ▲2.706.902.000 | 68,79% | 15,37% | 15,84%         | ▲5.764.279.000 | 49,47% | 25,14% | 25,39%         |

|  | Graficele sunt indisponibile din cauza unor probleme tehnice. Mai multe informații se găsesc la Phabricator și la wiki-ul MediaWiki. |

|  | Graficele sunt indisponibile din cauza unor probleme tehnice. Mai multe informații se găsesc la Phabricator și la wiki-ul MediaWiki. |

|  | Graficele sunt indisponibile din cauza unor probleme tehnice. Mai multe informații se găsesc la Phabricator și la wiki-ul MediaWiki. |

|  | Graficele sunt indisponibile din cauza unor probleme tehnice. Mai multe informații se găsesc la Phabricator și la wiki-ul MediaWiki. |

#### Principalii parteneri comerciali la export
| Rang | Țară de destinație | 2018 [mln.$] | 2017 [mln.$] | 2016 [mln.$] | 2015 [mln.$] | 2014 [mln.$] | 2018 față de 2017 [%] |
| ---- | ------------------ | ------------ | ------------ | ------------ | ------------ | ------------ | --------------------- |
|      | Total              | 2.706,9      | 2.424,9      | 2.045,3      | 1.966,8      | 2.339,5      | ▲11,6                 |
| 1.   | România            | 792,3        | 600,6        | 513,1        | 446,4        | 434,0        | ▲31,9                 |
| 2.   | Rusia              | 218,6        | 254,5        | 233,2        | 240,7        | 423,7        | ▼14,1                 |
| 3.   | Italia             | 309,6        | 236,0        | 198,2        | 197,0        | 243,4        | ▲31,2                 |
| 4.   | Germania           | 219,9        | 166,1        | 126,6        | 117,2        | 137,5        | ▲32,3                 |
| 5.   | Regatul Unit       | 78,8         | 136,1        | 114,3        | 138,2        | 108,2        | ▼42,1                 |
| 6.   | Belarus            | 87,2         | 109,9        | 103,5        | 131,6        | 134,7        | ▼20,6                 |
| 7.   | Bulgaria           | 48,4         | 78,1         | 76,0         | 28,2         | 37,9         | ▼38,0                 |
| 8.   | Polonia            | 98,1         | 102,9        | 73,4         | 68,5         | 64,4         | ▼4,7                  |
| 9.   | Turcia             | 106,2        | 104,0        | 61,7         | 64,4         | 104,7        | ▲2,1                  |
| 10.  | Ucraina            | 80,3         | 65,5         | 80,3         | 45,8         | 109,2        | ▲22,5                 |
| 11.  | Franța             | 48,3         | 50,8         | 44,7         | 43,1         | 37,6         | ▼4,8                  |
| 12.  | Elveția            | 61,1         | 44,0         | 44,5         | 35,4         | 49,2         | ▲38,8                 |

#### Principalii parteneri comerciali la import
| Rang | Țară de origine | 2018 [mln.$] | 2017 [mln.$] | 2016 [mln.$] | 2015 [mln.$] | 2014 [mln.$] | 2018 față de 2017 [%] |
| ---- | --------------- | ------------ | ------------ | ------------ | ------------ | ------------ | --------------------- |
|      | Total           | 5.764,3      | 4.831,3      | 4.020,3      | 3.986,8      | 5.317,0      | ▲19,3%                |
| 1.   | România         | 837,8        | 694,5        | 551,5        | 555,1        | 803,1        | ▲20,6                 |
| 2.   | Rusia           | 720,6        | 571,3        | 535,0        | 534,8        | 717,2        | ▲26,1                 |
| 3.   | China           | 600,3        | 505,3        | 393,7        | 366,3        | 481,2        | ▲18,8                 |
| 4.   | Ucraina         | 576,9        | 510,8        | 383,7        | 367,8        | 546,4        | ▲12,9                 |
| 5.   | Germania        | 484,0        | 390,5        | 316,4        | 320,8        | 427,0        | ▲23,9                 |
| 6.   | Italia          | 387,9        | 330,9        | 280,6        | 278,7        | 351,3        | ▲17,2                 |
| 7.   | Turcia          | 339,9        | 304,3        | 271,9        | 282,6        | 300,9        | ▲11,7                 |
| 8.   | Polonia         | 202,6        | 165,7        | 132,1        | 121,8        | 155,8        | ▲22,2                 |
| 9.   | Belarus         | 128,0        | 114,6        | 101,3        | 83,4         | 142,0        | ▲11,7                 |
| 10.  | Franța          | 132,2        | 112,6        | 89,8         | 80,6         | 93,8         | ▲17,4                 |
| 11.  | Ungaria         | 110,7        | 99,6         | 80,2         | 69,3         | 85,6         | ▲11,1                 |
| 12.  | Austria         | 103,6        | 80,2         | 73,6         | 89,2         | 110,5        | ▲29,17                |

#### Balanța comercială
| Balanța comercială a Republicii Moldova (2005–15) | Balanța comercială a Republicii Moldova (2005–15) | Balanța comercială a Republicii Moldova (2005–15) |
| An                                                | Raportul export - import (mln. $)                 | față de anul precedent                            |
| ------------------------------------------------- | ------------------------------------------------- | ------------------------------------------------- |
| 2005                                              | -1.201,4                                          | ▲53,4%                                            |
| 2006                                              | -1.642,8                                          | ▲36,7%                                            |
| 2007                                              | -2.349,5                                          | ▲43,0%                                            |
| 2008                                              | -3.307,7                                          | ▲40,8%                                            |
| 2009                                              | -1.995,3                                          | ▼39,7%                                            |
| 2010                                              | -2.313,8                                          | ▲16,0%                                            |
| 2011                                              | -2.974,5                                          | ▲28,6%                                            |
| 2012                                              | -3.051,0                                          | ▲2,6%                                             |
| 2013                                              | -3.064,1                                          | ▲0,4%                                             |
| 2014                                              | -2.977,5                                          | ▼2,8%                                             |
| 2015                                              | -2.020,0                                          | ▼32,2%                                            |
| 2016                                              | -1.975,0                                          | ▼2,2%                                             |
| 2017                                              | -2.406,3                                          | ▲                                                 |
| 2018                                              | -3.057,4                                          | ▲                                                 |

- Referință:[54]

#### Diagrame comerciale, 2017
Structura exporturilor
după categorie:
     Produse alimentare și animale (25,1%)
     Articole manufacturate (22,2%)
     Mașini și echipamente (17,8%)
     Materiale brute necomestibile (11,4%)
     Mărfuri manufacturate (6,9%)
     Băuturi și tutun (8,3%)
     Produse chimice (5,3%)
     Uleiuri și grăsimi (2,2%)
     Altele (0,8%)
Structura importurilor
după categorie:
     Mașini și echipamente (22,3%)
     Mărfuri manufacturate (20,6%)
     Combustibili (15,7%)
     Produse chimice (14,9%)
     Articole manufacturate (10,7%)
     Produse alimentare și animale (10,6%)
     Băuturi și tutun (2,6%)
     Materiale brute necomestibile (2,3%)
     Altele (0,3%)
Structura exporturilor
după țara de destinație:
     România (24,8%)
     Rusia (10,5%)
     Italia (9,7%)
     Germania (8,1%)
     Regatul Unit (5,6%)
     Belarus (4,5%)
     Turcia (4,3%)
     Polonia (4,2%)
     Celelalte țări (28,3%)
Structura importurilor
după țara de origine:
     România (14,4%)
     Rusia (11,8%)
     Ucraina (10,6%)
     China (10,5%)
     Germania (8,1%)
     Italia (6,9%)
     Turcia (6,3%)
     Polonia (3,4%)
     Celelalte țări (28%)

## Finanțe

### Evoluția salariului mediu lunar
| Lună An | Ianuarie | Februarie | Martie  | Aprilie | Mai     | Iunie   | Iulie   | August  | Septembrie | Octombrie | Noiembrie | Decembrie | Anual (MDL) |
| ------- | -------- | --------- | ------- | ------- | ------- | ------- | ------- | ------- | ---------- | --------- | --------- | --------- | ----------- |
| 2010    | 2.699,5  | 2.683,5   | 2.857,5 | 2.860,2 | 2.957,7 | 3.080,1 | 3.054,3 | 3.042,7 | 2.993,2    | 2.957,0   | 3.043,5   | 3.553,4   | 2 971,7     |
| 2011    | 2.835,6  | 2.884,5   | 2.985,1 | 3.134,6 | 3.216,0 | 3.556,2 | 3.261,8 | 3.174,8 | 3.159,3    | 3.161,7   | 3.231,0   | 3.707,4   | 3 193,9     |
| 2012    | 3.139,0  | 3.166,0   | 3.273,5 | 3.350,3 | 3.489,8 | 3.913,5 | 3.574,9 | 3.503,6 | 3.421,5    | 3.482,0   | 3.527,8   | 3.888,8   | 3.477,7     |
| 2013    | 3.427,7  | 3.387,0   | 3.645,2 | 3.739,7 | 3.758,5 | 3.859,0 | 3.908,5 | 3.832,4 | 3.758,5    | 3.785,4   | 3.793,6   | 4.278,7   | 3.765,1     |
| 2014    | 3.777,4  | 3.717,9   | 3.912,4 | 4.009,1 | 4.032,6 | 4.203,9 | 4 328,8 | 4 276,9 | 4 267,7    | 4 309,5   | 4 354,9   | 4 865,4   | 4.172,0     |
| 2015    | 4.260,6  | 4.241,2   | 4.397,3 | 4.526,5 | 4.524,0 | 4.732,7 | 4.882,6 | 4.669,1 | 4.694,9    | 4.564,9   | 4.613,4   | 5.227,7   | 4.610,9     |

### Evoluția pensiei medie lunare
| la 1 ianuarie               | 2005  | 2006  | 2007  | 2008  | 2009  | 2010  | 2011  | 2012  | 2013  | 2014    | 2015    |
| --------------------------- | ----- | ----- | ----- | ----- | ----- | ----- | ----- | ----- | ----- | ------- | ------- |
| Pensia medie (MDL)          | 325,3 | 383,2 | 442,3 | 548,3 | 646,4 | 775,5 | 810,9 | 873,9 | 957,6 | 1.020,6 | 1.087,6 |
| Numărul pensionarilor (mii) | 620,7 | 618,3 | 621,4 | 619,4 | 621,4 | 624,5 | 627,2 | 638,6 | 649,9 | 659,6   | 669,9   |

## Datoria publică
Datoria publică a Republicii Moldova este formată din datoria de stat, datoria Băncii Naționale Moldova, datoria întreprinderilor din sectorul public și datoria UAT. La data de 30 septembrie 2012, soldul datoriei publice a constituit 27.429,18 milioane lei moldovenești.